# تاريخ نيوكاسل يونايتد

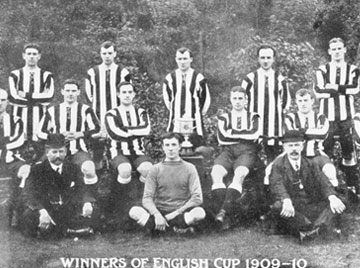
فريق نيوكاسل الفائز بكأس الاتحاد الإنجليزي عام 1910.

يغطي تاريخ نادي نيوكاسل يونايتد لكرة القدم، وهو اتحاد كرة قدم إنجليزي محترف يقع مقره في نيوكاسل أبون تاين، شمال شرق إنجلترا، ويستعرض هنا تاريخ النادي بأكمله من تشكيله الأولى حتى يومنا هذا. تم تشكيل النادي من خلال اندماج بين نيوكاسل إيست إند ونيوكاسل ويست إند في عام 1892 ، وتم انتخابه لعضوية دوري كرة القدم، والتي دخلت في عام 1893.
نيوكاسل هو تاسع أكثر الأندية نجاحًا في تاريخ إنجلترا. لقد فازوا أربع مرات ببطولة إنجلترا (في 1905 ، 1907 ، 1909 ، 1927) وفازوا بكأس الاتحاد الإنجليزي ست مرات (في 1910 ، 1924 ، 1932 ، 1951 ، 1952 ، 1955). وقد فاز النادي أيضًا بالدرع الخيري لعام 1909،  وكأس المعارض بين المدن 1968-1969 وكأس إنترتوتو 2006. وصل نيوكاسل إلى نهائي كأس الرابطة مرة واحدة، وحصل على المركز الثاني (عام 1976). لقد لعبوا في الدوري الإنجليزي الممتاز من 1898–1934 ، 1948–61 ، 1965–78 ، 1984–89 ، 1993–2009 ، 2010–2016 ، 2017 حتى الآن، ولعبوا في الدرجة الثانية في باقي الأوقات الأخرى.

## البدايات (1881-1895)

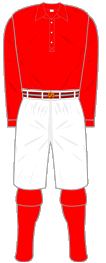
طقم النادي ، 1892-94

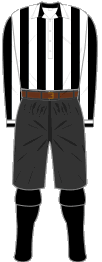
طقم النادي ، 1894-97

يعود أول سجل كرة قدم يتم لعبه في تاينسايد إلى 3 مارس 1877 في نادي الشمال لكرة القدم. في وقت لاحق من ذلك العام، تم تشكيل أول اتحاد كرة قدم في نيوكاسل، اتحاد تاين. يمكن إرجاع أصول نادي نيوكاسل يونايتد لكرة القدم نفسه إلى تشكيل نادي كرة القدم من قبل ستانلي كريكيت كلوب في بايكر في نوفمبر 1881. فازوا بمباراتهم الأولى 5-0 ضد إلسويك ليذر وركس 2 (XI). تم تغيير اسم الفريق إلى نيوكاسل إيست إند. في أكتوبر 1882، لتجنب الالتباس مع نادي الكريكيت في ستانلي ، مقاطعة دورهام.
بعد ذلك بوقت قصير، اندمج فريق بيكر الآخر (روزوود إف سي) مع (ويست إند) لتشكيل فريق أقوى. في غضون ذلك، بدأ نادي ويست إند للكريكيت في جميع أنحاء المدينة في الاهتمام بكرة القدم وفي أغسطس 1882، شكلوا نادي نيوكاسل ويست إند. لعب ويست إند كرة القدم في وقت مبكر على ملعب الكريكيت، ولكن في مايو 1886، انتقل النادي إلى سانت جيمس بارك. أصبح الفريقان متنافسين في الدوري الشمالي. في عام 1889، أصبحت نيوكاسل إيست إند فريقًا محترفًا، قبل أن تصبح شركة محدودة في مارس التالي.
سرعان ما أصبح ويست إند النادي الأول في المدينة. كان إيست إند حريصًا على عدم تركه في الخلف واتفق مع توم واتسون ليصبح سكرتيرًا / مديرًا للنادي في نهاية الموسم لعام 1888 ومنذ ذلك الحين، لم ينظر إلى الوراء أبدًا؛ قام واتسون بعدة صفقات جيدة، خاصة من اسكتلندا، وانتقل نادي هيتون من قوة إلى قوة، بينما تراجعت حظوظ ويست إند بشكل كبير.
تم تشكيل أول بطولة دوري في المنطقة في عام 1889 وبدأ كأس الاتحاد الإنجليزي يثير الاهتمام. تحولت شركة (Ambitious East End) إلى الاحتراف في عام 1889، والتي تعتبر خطوة كبيرة لنادي محلي، وفي مارس 1890، قاموا بخطوة أكثر ميلًا إلى المغامرة من خلال التحول إلى شركة محدودة برأس مال 1000 جنيه إسترليني من فئة 10 شلن. خلال ربيع عام 1892، في موسم كانت فيه نتائجهم في أدنى مستوياتها على الإطلاق، وخسروا فيها أمام منافسيهم اللدودين (إيست إند) خمس مرات، وجد ويست إند نفسه في مشكلة خطيرة. اقتربوا من إيست إند بهدف تولي المسؤولية، بعد أن قرر المديرون أن النادي لم يعد بإمكانه الاستمرار.
ما حدث في الواقع هو أن ويست إند انتهى به الأمر، بينما انضم بعض لاعبيه ومعظم موظفيه إلى إيست إند. كما استحوذت إيست إند أيضًا على عقد إيجار سانت جيمس بارك في مايو 1892.
ومع وجود ناد كبير واحد فقط في المدينة فقد دعمه أغلب المشجعين وهو ما أدى إلى تطوير النادي بشكل أسرع بكثير. وعلى الرغم من رفض دخولهم إلى الدرجة الأولى في دوري كرة القدم في بداية موسم 1892-1893، فقد تمت دعوتهم للعب في الدرجة الثانية الجديدة. ومع ذلك، مع عدم وجود أسماء كبيرة تلعب في الدرجة الثانية فقد رفضوا العرض وظلوا في الدوري الشمالي، قائلين إن «البوابات لن تسدد النفقات الباهظة التي تكبدتها الفريق للسفر».
وفي محاولة لبدء جذب حشود أكبر، قررت نيوكاسل إيست إند اعتماد اسم جديد تقديراً للاندماج، حيث تضمنت الأسماء المقترحة (نيوكاسل إف سي) و (نيوكاسل رينجرز) و (نيوكاسل سيتي) و (مدينة نيوكاسل)، ولكن تم تحديد نيوكاسل يونايتد في 9 ديسمبر 1892، للدلالة على توحيد الفريقين. تم قبول تغيير الاسم من قبل اتحاد كرة القدم في 22 ديسمبر، ولكن لم يتم تشكيل النادي قانونيًا باسم شركة نيوكاسل يونايتد لكرة القدم المحدودة حتى 6 سبتمبر 1895. في بداية موسم 1893-1894 ، تم رفض دخول نيوكاسل يونايتد مرة أخرى إلى الدرجة الأولى وانضم إلى الدرجة الثانية جنبًا إلى جنب مع ليفربول وولويتش آرسنال. لعبوا أول مباراة تنافسية لهم في القسم في سبتمبر ضد وولويتش أرسنال بنتيجة 2-2.

## الحقبة الأولى للنادي (1895-1914)
كانت أعداد البوابات لا تزال منخفضة، ونشر النادي الغاضب بيانًا قال فيه «إن جمهور نيوكاسل لا يستحق الاهتمام به فيما يتعلق بكرة القدم الاحترافية». ومع ذلك، التقطت الأرقام في نهاية المطاف بحلول عام 1895-1896 ، عندما شاهد 14000 معجب الفريق وهو يلعب مع بوري. في ذلك الموسم، أصبح فرانك وات سكرتيرًا للنادي، وكان له دور أساسي في الترقية إلى الدرجة الأولى لموسم 1898-1899. ومع ذلك، فقدوا مباراتهم الأولى 4-2 على أرضهم أمام ولفرهامبتون، وأنهى موسمهم الأول في المركز الثالث عشر.
في موسم 1903-1904 ، شكل النادي فريقًا واعدًا من اللاعبين، واستمر في السيطرة على كرة القدم الإنجليزية لما يقرب من عقد من الزمان، وهو الفريق المعروف «بلعبه الفني، والجمع بين العمل الجماعي والتمريرات السريعة والقصيرة». بدأ نيوكاسل بشراء لاعبين موهوبين، وخاصة من اسكتلندا، وسرعان ما أصبح لديه فريق لمنافسة أندية إنجلترا بأكملها. مع لاعبين مثل كولين فيتش وجاكي روثرفورد وجيمي لورانس وألبرت شيبرد، كان لدى نيوكاسل فريق من المواهب الدولية. كان بيل مكراكين وجيمي هاوي وبيتر ماكويليام وآندي أيتكين أيضًا أسماء مألوفة في أيامهم. بعد فترة طويلة من اعتزاله، قال المدافع بيتر ماكويليام «فريق نيوكاسل في القرن العشرين سيمنح أي فريق حديث بداية بهدفين وسيهزمهم، وأكثر من ذلك، سيهزمهم بسرعة.»
ذهب نيوكاسل يونايتد للفوز بالدوري ثلاث مرات خلال القرن العشرين: في 1904–05 ، 1906–07 ، 1908–09. وصل نيوكاسل إلى نهائيات كأس الاتحاد الإنجليزي خمس مرات في السنوات التي سبقت الحرب العالمية الأولى. في 1904–05، كادوا أن يحققوا الثنائية، حيث خسروا أمام أستون فيلا في نهائي كأس الاتحاد الإنجليزي 1905. تم هزيمتهم مرة أخرى في العام التالي من قبل إيفرتون في نهائي كأس الاتحاد الإنجليزي 1906. وصلوا إلى النهائي مرة أخرى في عام نهائي كأس الاتحاد الإنجليزي 1908 حيث خسروا أمام ولفرهامبتون. في عام 1908، عانى الفريق من هزيمة قياسية 9-1 على أرضه أمام غريمه المحلي سندرلاند في الدوري لكنه فاز بلقب الدوري في ذلك الموسم. كما فازوا أخيرًا بكأس الاتحاد الإنجليزي في عام نهائي كأس الاتحاد الإنجليزي 1910 عندما تغلبوا على بارنسلي في النهائي. وقد خسروا النهائي مرة أخرى في العام التالي في المباراة النهائية ضد برادفورد سيتي.

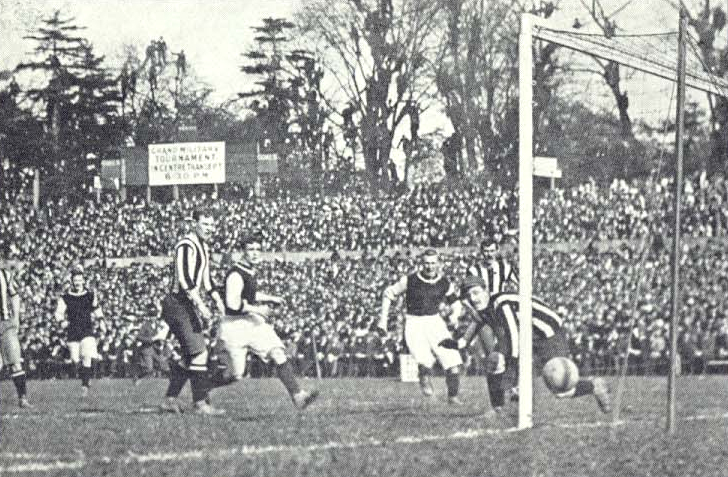
ضد أستون فيلا في نهائي كأس الاتحاد الإنجليزي 1905.
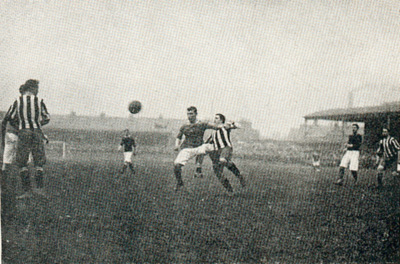
ضد نادي أرسنال ، نصف نهائي 1906.
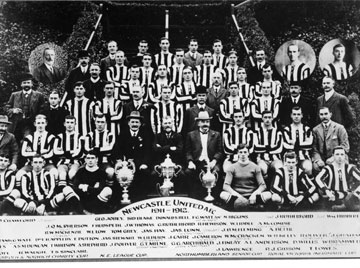
تشكيلة نيوكاسل يونايتد عام 1911-12.

## النجاح في فترة ما بين الحربين (1919-1939)

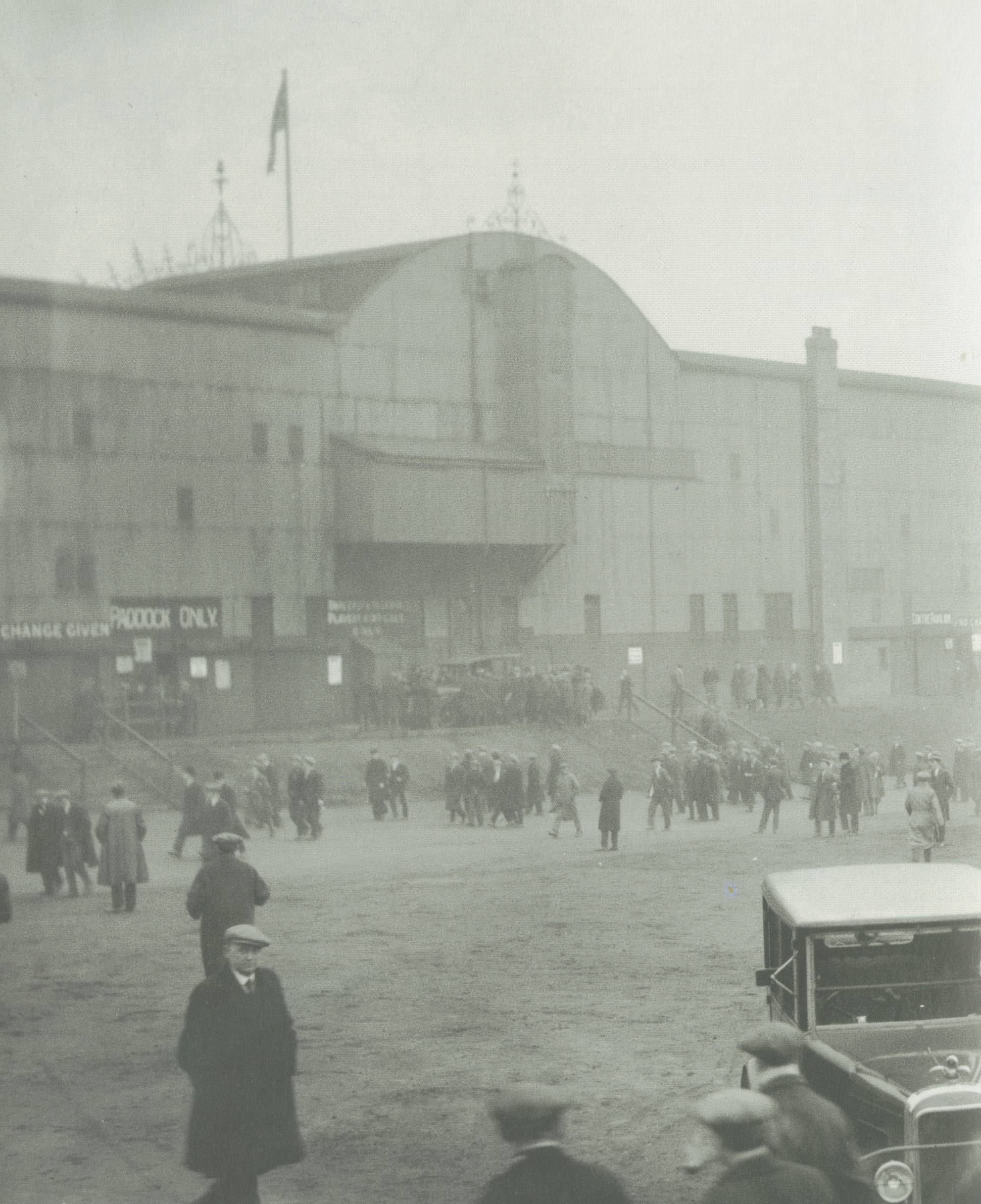
سانت جيمس بارك عام 1930.

عاد الفريق ليلعب نهائي كأس الاتحاد الإنجليزي 1924 ، في المباراة النهائية الثانية التي أقيمت على ملعب ويمبلي الجديد آنذاك. استطاعوا هزيمة أستون فيلا، وفازوا بكأس الاتحاد الإنجليزي للمرة الثانية. بعد ثلاث سنوات فازوا ببطولة الدرجة الأولى للمرة الرابعة في 1926-1927. وقاد المهاجم الإسكتلندي الدولي هيغي جالاتشر الفريق الفائز بالبطولة، وهو أحد أكثر الهدافين غزارة في تاريخ النادي. كان اللاعبون الرئيسيون الآخرون في هذه الفترة هم نيل هاريس وستان سيمور وفرانك هودسبيث. كان من المتوقع أن يصبح سيمور شخصية مؤثرة خلال الأربعين عامًا القادمة كلاعب ومدير ومدرب.
في عام 1930، اقترب نيوكاسل يونايتد من الهبوط، وفي نهاية الموسم غادر جالاتشر النادي إلى تشيلسي، وفي نفس الوقت أصبح آندي كونينغهام أول مدير للفريق. في الفترة من 1931-1932 ، فاز النادي بكأس الاتحاد الإنجليزي للمرة الثالثة في نهائي «فوق الخط» الشهير. فاز يونايتد بالمباراة (2-1) بعد تسجيله هدفًا بعد عرضية من جيمي ريتشاردسون بدا أنها ضُربت الكرة (سُددت) من خارج اللعب - فوق الخط. وبما أنه لم تكن هناك أي عمليات إعادة في ذلك الوقت فقد قرر الحكم أن الهدف محتسب وقد تم تسجيل الهدف، وقد ظلت هذه الحادثة نقطة نقاش مثيرة للجدل في تاريخ كأس الاتحاد الإنجليزي.
تفاخر نيوكاسل بوجود لاعبين بارزين مثل سامي ويفر وجاك ألين، بالإضافة إلى أول لاعب - مدير في دوري الدرجة الأولى من اسكتلندا اللاعب الدولي آندي كونينغهام. ولكن في نهاية موسم 1933–34 ، هبط الفريق إلى الدرجة الثانية بعد 35 موسمًا في الدرجة الأولى. غادر كونينغهام كمدير وتولى توم ماذر المسؤولية. بشكل مثير للدهشة في نفس الموسم عندما سقطوا في الدرجة الثانية، هزم يونايتد نادي ليفربول (9-2) وإيفرتون (7-3) في غضون أسبوع.
وجد النادي صعوبة في التأقلم مع الدرجة الثانية، وقد نجى من الهبوط حينها إلى الدرجة الثالثة بفضل فارق الأهداف موسم 1937-38.

## رابطة زمن الحرب (1939-1946)
عندما اندلعت الحرب العالمية الثانية في عام 1939، أتيحت الفرصة لنيوكاسل لإعادة تجميع صفوفه، وفي فترة الحرب، أحضروا جاكي ميلبورن وتومي ووكر وبوبي كويل.
لم يفز نيوكاسل يونايتد بألقاب الدوري في زمن الحرب، ولكن جاكي ميلبورن ظهر لأول مرة في عام 1943 في مباراة «سترايبس ضد بلوز». كان فريق ميلبورن خاسراً في الشوط الأول بنتيجة 3-0، ولكن بعد التحول من لاعب خط الوسط إلى قلب الهجوم، سجل 6 أهداف ساعدت الفريق في الفوز بالمباراة بنتيجة 9-3. وقد استطاع جاكي في تسجيل 38 هدفًا في السنوات الثلاث التالية من حياة الدوري.

## الفائزون بكأس ما بعد الحرب (1946-1978)
عندما انتهت الحرب وعاد السلام في عام 1945، كان سيمور على رأس شؤون نادي نيوكاسل، فقد كان مديرًا في كل شيء ما عدا الاسم. لقد تأكد من أن عائلة ماغبيس تمتلك فرقاً مكوناً من أحد عشر لاعباً ممتعاً مليئًا بالنجوم، مضافاً إليه مزيج من المواهب المحلية مثل جاكي ميلبورن، بوبي كويل وإيرني تايلور، بالإضافة إلى صفقات كبيرة مثل جورج روبليدو وبوبي ميتشل وجو هارفي ولين شاكلتون وفرانك برينان.
قضى نيوكاسل أول عامين بعد الحرب في الدرجة الثانية. كانت الحضور الجماهيري كثيفاً للغاية بعد العودة إلى كرة القدم، وفي عام 1946 سجل نيوكاسل أعلى انتصار مشترك في تاريخ الدوري الإنجليزي لكرة القدم، حيث هزم نيوبورت كونتي بنتيجة 13-0. لين شاكلتون، الذي لعب أول مباراة له في تلك المباراة، سجل 6 أهداف في المباراة، وهو رقم قياسي آخر لنيوكاسل يونايتد.
عاد نيوكاسل إلى دوري الدرجة الأولى في ضعف الوقت. تم تحقيق الترقية في عام 1948 أمام حشود كبيرة. فكان معدل الحضور يقرب من 57000 في كل مباراة على أرضه ومباريات نيوكاسل يونايتد في ذلك العام حملت هذا الرقم باعتباره رقم قياسي وطني لسنوات قادمة. وقد كان ذلك مجرد بداية لفترة أخرى من النجاح.
خلال عقد الخمسينيات، رفع يونايتد كأس كأس الاتحاد الإنجليزي ثلاث مرات خلال فترة خمس سنوات. في عام 1951 هزموا بلاكبول 2-0، وبعد ذلك بعام تعرض أرسنال للهزيمة 1-0 وفي عام 1955 سحق نيوكاسل يونايتد نادي مانشستر سيتي 3-1. حيث كانوا معرفين كطيور العقعق في كل ركن من أركان البلاد، وكذلك لاعبوها؛ «وور جاكي» ميلبورن وبوبي «دازلر» ميتشل اختيار الفريق الذي اشتهرت به الأمة. كان اللاعبون الآخرون في ذلك الوقت هم فرانك برينان (مثل ميتشل الأسكتلندي) وإيفور بروديس ولين وايت وويلشمان إيفور أولتشيرش.
على الرغم من وجود لاعبين جيدين طوال تلك الحقبة، نجوم مثل أولتشيرش ووايت وجورج ايسثام خلال السنوات الأخيرة من العقد، تراجع يونايتد من الدرجة الأولى في عام 1961 تحت الإدارة المثيرة للجدل لنجم مانشستر يونايتد السابق، تشارلي ميتن. كانت ضربة كبيرة للنادي.
بعد عودة حصان الحرب القديم تنشط ماغبيس من خلال جو هارفي، الذي قاد النادي لتحقيق الكثير من نجاحات ما بعد الحرب. حيث تعاون مع ستان سيمور لإعادة بناء نيوكاسل يونايتد وعاد بلاك أند وايت إلى النخبة كأبطال من الدرجة الثانية في عام 1965. ثم أصبح يونايتد فريقًا لا يمكن التنبؤ به إلى حد كبير، وقادر دائمًا على هزيمة الأفضل، ولكن لم يدرك أبدًا إمكاناته الهائلة حتى وقت لاحق.
تأهل فريق جو هارفي إلى البطولة الأوروبية لأول مرة في عام 1968 وأذهل الجميع في العام التالي برفع كأس المعارض بين المدن. رائد كأس الاتحاد الأوروبي. امتلك يونايتد أحد عشر عامًا راسخًا وتقليد نيوكاسل المتمثل في تقديم رقم 9 الشهير في مركز المهاجم منذ السنوات الأولى، حيث كان ويلشمان وين ديفيز بارزًا جنبًا إلى جنب مع أمثال بوب روبسون وبوبي مونكور وفرانك كلارك.
في السنوات التي أعقبت النجاح الأوروبي، جلب المدير هارفي سلسلة من الفنانين الموهوبين الذين أبهروا جمهور جالوجيت. يسعدون مثل جيمي سميث وتوني جرين وتيري هيبيت. وخاصة مهاجم جديد باسم مالكولم ماكدونالد.
كان ماكدونالد، الملقب بـ «سوبرماك»، أحد أعظم أبطال يونايتد. براش، المتغطرس والمدمر أمام المرمى، قاد هجوم يونايتد على ويمبلي في عام 1974، ضد ليفربول في كأس الاتحاد الإنجليزي. لكن فريق ماغبيس فشل في إعادة الكأس إلى تينيسايد، وأدى الافتقار التام للنجاح في أي من المسابقات في الموسم التالي إلى إقالة جو هارفي في منتصف عام 1975.
تم تعيين جوردون لي مدرب بلاكبيرن ليحل محل هارفي، وعلى الرغم من حملة الدوري المتواضعة في 1975-1976 ، قاد النادي إلى نهائي كأس الرابطة الوحيد له على الإطلاق، والذي انتهى بهزيمة مانشستر سيتي. على الرغم من بيع ماكدونالد المثير للجدل إلى أرسنال مقابل صفقة سعر مخفضة، شهد الموسم التالي أفضل حملة لنيوكاسل يونايتد في الدوري لسنوات، وبحلول عيد الميلاد بدا النادي أن لديه فرصة خارجية للفوز باللقب. ومع ذلك، غادر لي النادي لتولي مهمة إيفرتون في بداية عام 1977، وتم تعيين المدرب عديم الخبرة ريتشارد دينيس مسؤولاً عن الفريق بعد أن طالب اللاعبون بمنحه الوظيفة. ظل أداء يونايتد ثابتًا في البداية تحت قيادة دينيس، وحصلوا على المركز الخامس وموقعًا في كأس الاتحاد الأوروبي في نهاية الموسم. ومع ذلك، انهار الفريق تمامًا في الموسم التالي، وتم إقالة دينيس بعد سلسلة من الهزائم العشر المتتالية في الدوري وخروج ساحق من كأس الاتحاد الأوروبي على يد الفريق الفرنسي باستيا. تولى بيل ماكغري المسؤولية كمدير، لكنه كان عاجزًا عن منع يونايتد من الهبوط في أسوأ موسم له إحصائيًا على الإطلاق. الرحمة الوحيدة التي حظوا بها كانت فارق أهداف ليستر سيتي الرهيب الذي منع يونايتد من احتلال قاع الجدول.

## التنقل بين الدرجات (1978-1992)

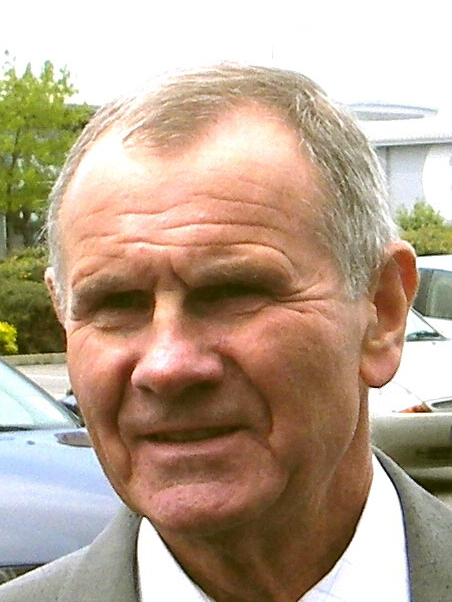
آرثر كوكس.

ظل ماكغري مسؤولاً عن النادي، لكنه نجح فقط في تحقيق تشطيبين في وسط الطاولة قبل إقالته في أعقاب بداية غير ملهمة لموسم 1980-1981 ، وكان خليفته آرثر كوكس هو الذي قاد يونايتد مرة أخرى إلى دوري الدرجة الأولى مع إنجلترا السابقة. قاد الكابتن كيفن كيجان الهجوم، بعد أن انضم إلى نيوكاسل في صفقة مثيرة في عام 1982.
كرة القدم المستوحاة من كيجان أسرت تينيسايد ويونايتد اقتحمت دوري الدرجة الأولى بأسلوب لم يتفوق عليه سوى ماركة كيفن لكرة القدم عندما عاد إلى النادي كمدير بعد عقد من الزمن. ووقع كوكس أيضا مع الجناح الشاب كريس وادل خارج الدوري، وكذلك المهاجم الشاب بيتر بيردسلي ولاعب وسط ليفربول تيري ماكديرموت ولاعب وسط مانشستر يونايتد السابق ديفيد ماكريري. لكن النادي اهتز عندما استقال كوكس بعد أن رفض مجلس الإدارة منحه عقدًا محسنًا في أعقاب الترقية، والمثير للدهشة أنه قبل عرضًا لتولي مسؤولية ديربي كاونتي، الذي كان قد هبط من الدرجة الثانية.
برز أحد أعظم المواهب الإنجليزية، بول جاسكوين أو «غاززا»، كلاعب وسط مثير يبلغ من العمر 18 عامًا في 1985-1986 ، تحت قيادة مدرب نيوكاسل القادم جاك تشارلتون، الذي غادر بعد موسم واحد فقط على الرغم من تحقيق نيوكاسل وسط الطاولة بشكل آمن انتهوا من عودتهم إلى الدرجة الأولى. خلفه كان اللاعب السابق ويلي ماكفول. عزز نيوكاسل مكانه في القسم الأول، لكن فترة بيع أفضل لاعبيه (بيردسلي إلى ليفربول، ووادل، وأخيراً جاسكوين إلى توتنهام)، هز النادي وأدى إلى اضطرابات مشجعيه، كما فعلت حرب الشراكة للسيطرة على غرفة الاجتماعات. سرعان ما ثبت تأثير هذا الأمر على أرض الملعب، حيث تم إقالة ماكفول بعد بداية تعيسة لموسم 1988-89 ، ولم يتمكن المدرب الجديد جيم سميث من قلب نيوكاسل، مما أدى إلى إنهاء المباراة في قمة الدرجة الأولى في 1989 والعودة إلى الدرجة الثانية.
وقع سميث بعد ذلك مع مهاجم بورتسموث اللاعب ميك كوين، وبدأ نيوكاسل موسم 1989-90 بشكل قوي، متغلبًا على ليدز يونايتد (5-2) في يوم الافتتاح مع تسجيل كوين لأربعة أهداف، وبدا أن نيوكاسل في طريقه إلى الانتعاش. ومع ذلك، فقد خسروا الترقية للدرجة الأولى بفارق مركز واحد، قبل أن يتحملوا خروجًا مذلًا من المباراة الفاصلة على يد الغريم المحلي سندرلاند. سرعان ما أثرت معركة مجلس الإدارة المكثفة على النادي، واستقال سميث في وقت مبكر من الموسم التالي مع بقاء الفريق في منتصف قائمة الترتيب . أصبح أوسي أرديليس مديرًا جديدًا للنادي، وعلى الرغم من كونه المدير الأكثر شعبية للنادي منذ جو هارفي، فقد تراجع نيوكاسل إلى قاع الدرجة الثانية في أكتوبر 1991. كما أن النتائج لم تتحسن، على الرغم من الاستحواذ على مهاجم جديد في ديفيد كيلي وجهود اللاعبين الشباب الواعدين بما في ذلك ستيف هوي وستيف واتسون وجافين بيكوك، وفي فبراير 1992 تم إقالة ارديليس. على الرغم من كونه أكثر الأشخاص دعمًا للفريق ومع ذلك ما وبالرغم من كونهم في الدرجة الثانية فقد كان قادرًا في كثير من الأحيان على جذب حشود تزيد عن 20000 شخص، كان نيوكاسل أيضًا مدينًا بملايين الجنيهات الاسترلينية وواجه احتمالية حقيقية في كرة القدم وهي هبوطه إلة مصافي أندية الدرجة الثالثة لأول مرة على الإطلاق. كانت هناك حاجة إلى منقذ، وجاء رئيس مجلس الإدارة الجديد جون هول، الذي عرض وظيفة المدير على كيفن كيغان. على الرغم من تعهده بعدم دخول الإدارة بعد تقاعده كلاعب، وافق كيغان على عرض إدارة نيوكاسل. كانت مهمته الأولى هي الحفاظ على بقاء الدرجة الثانية.

## في الدوري الإنجليزي الممتاز (1992-2007)

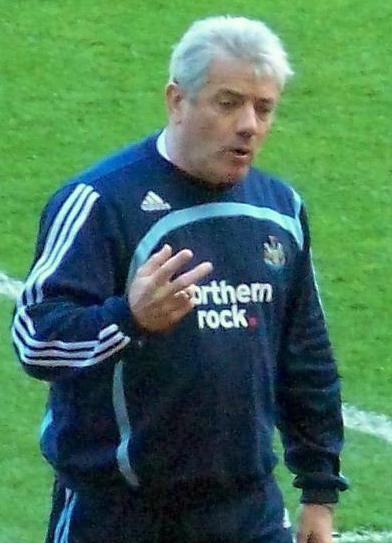
كيفن كيجان ، لاعب نيوكاسل ومدير فني مرتين.

عاد كيفن كيجان كمدرب في موسم 1991-1992 ، ونجا من الهبوط من الدرجة الثانية. تغيرت الشؤون المالية للنادي، حيث كان هول يهدف إلى وضع نيوكاسل بين أكبر الأندية في أوروبا، وساعدت التعاقدات مع لاعبين مثل روب لي وآندي كول نيوكاسل على الترقية في الموسم التالي 1992-93 ، كأبطال للدرجة الأولى الجديدة. كما ضمنت النهاية التأهل لكأس الاتحاد الأوروبي 1993-94 عند العودة إلى الدرجة الأولى في موسم 1993-94 الدوري الممتاز.
تم إعادة تطوير ملعب جيمس بارك خلال هذا الوقت ليصبح ملعبًا بسعة إجمالية 36000. وقد زاد هذا العدد إلى 52000 في أواخر التسعينيات، بعد رفض اقتراح هول لبناء ملعب أكبر في منطقة قلعة ليزيس.
أذهل كيجان الجماهير والنقاد على حد سواء في عام 1995 عندما تم بيع المهاجم غزير الأهداف آندي كول لنادي مانشستر يونايتد مقابل 6 ملايين جنيه إسترليني ولاعب خط الوسط كيث جيليسبي،  تاركًا العديد من أبناء النادي يلقون باللوم على الصفقة التي أثرت على فرص نيوكاسل للحصول على لقب موسم 1994-95،  والتي احتلوا فيها المركز السادس. ومع ذلك، استمر النادي في بناء سمعته للعب كرة القدم الهجومية تحت قيادة كيغان. في موسم 1995-96 ، قاد النجوم الأجانب البارزون ديفيد جينولا وفاوستينو أسبريلا، بالإضافة إلى اللاعبين البريطانيين بيتر بيردسلي والمهاجم ليس فرديناند الفريق إلى المركز الثاني خلال موسم 1996-97 ، عقد كيغان توقيعًا واحدًا، مؤمنًا خدمات المهاجم الإنجليزي آلان شيرر مقابل رسم انتقال قياسي عالمي آنذاك قدره 15 مليون جنيه إسترليني  لإنتاج شراكة ذكية مع ليس فرديناند، والمطالبة 5-0 الانتصار على منافسه مانشستر يونايتد على اللقب. مع الاستمرار في المنافسة للفوز بالدوري.
ومع فشل الفريق في الفوز بأي ألقاب تحت قيادته استقال كيغان من منصبه كمدرب في 8 يناير 1997، قائلاً: «أشعر أنني قد عملت مع النادي بقدر ما أستطيع.»
حل كيني دالغليش محل كيغان كمدرب، وحافظ على المستوى الجيد للنادي حتى نهاية الموسم، واحتل المركز الثاني. في موسم 1997-98 ، ترك كل من ليس فرديناند وديفيد جينولا النادي، بينما كسر آلان شيرر كاحله في مباراة ودية قبل الموسم، مما جعله خارجًا في النصف الأول من الموسم. وقع دالغليش على إيان راش، وجون بارنز، ودنكان فيرجسون، وستيوارت بيرس لتعزيز الفريق، وحقق فوزًا (3-2) على برشلونة في دوري أبطال أوروبا (UEFA) من خلال ثلاثية فاوستينو أسبريلا،  ولكن الإسلوب الحذر لدالغليش في كرة القدم، على عكس الأسلوب الهجومي الذي تم لعبه تحت قيادة كيغان، لم يثبت نجاحه - ففشل النادي في تجاوز مرحلة المجموعات بدوري أبطال أوروبا ، وانتهى في المركز 13 في الدوري الإنجليزي الممتاز ، وخسر نهائي كأس الاتحاد الإنجليزي أمام أرسنال. بدأ دالغليش موسم 1998-99 بالتعاقد مع نولبرتو سولانو وديتمار هامان،  ولكن سرعان ما تم فصله بعد تراجع أداء النادي.
حلّ محله رود خوليت،  لكن النادي أنهى الدوري مرة أخرى في المركز الثالث عشر وخسر مرة أخرى في نهائي كأس الاتحاد الإنجليزي، هذه المرة أمام مانشستر يونايتد استقال خوليت في وقت مبكر من موسم 1999-2000،  بعد أن اختلف مع العديد من اللاعبين الكبار ، بما في ذلك آلان شيرر والقائد روب لي. في وقت لاحق ألقى كيث جيليسبي باللوم على غطرسة خوليت في فشله كمدرب للفريق.

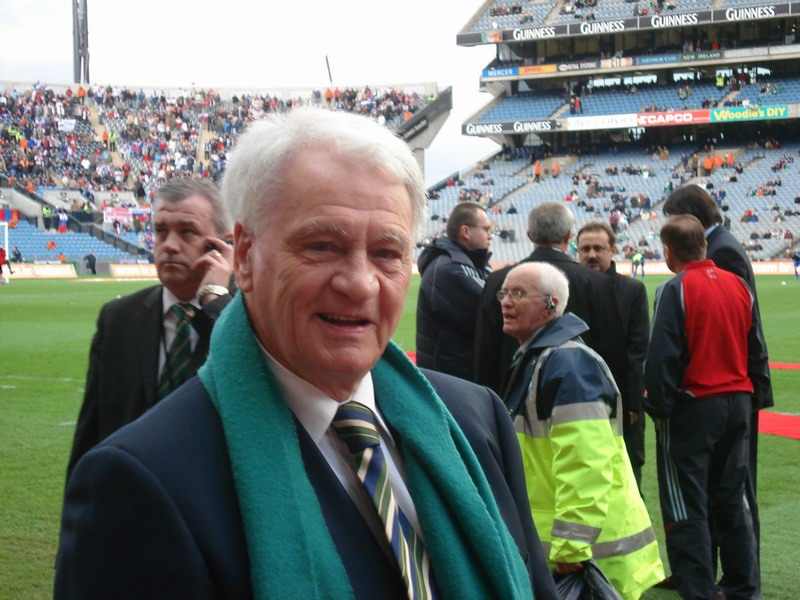
تولى بوبي روبسون تدريب نيوكاسل من 1999 إلى 2004.

تم إحضار مدرب إنجلترا السابق بوبي روبسون ليحل محل خوليت في سبتمبر 1999. ضمن بقاء نيوكاسل في الدوري الممتاز ، لكن النادي ظل في النصف السفلي من الجدول ، وانتهى في المركز الحادي عشر في 1999-2000 و2000-01. مع ذلك ، بنى روبسون فريقًا شاباً مميزاً، وأظهر تحدٍ غير متوقع بحلوله ضمن المراكز الأربعة الأولى في موسم 2001–02 ، حيث احتل نيوكاسل المركز الرابع.
لعب في دوري أبطال أوروبا في 2002-2003 ، وتقدم نيوكاسل إلى دور المجموعات الثاني في ظروف غير محتملة ، بفوزه على الفريق الإيطالي يوفنتوس (1-0) في مرحلة الإياب. أنهى نيوكاسل موسم 2002–03 في المركز الثالث في الدوري الإنجليزي ، لكنه خسر تصفيات دوري أبطال أوروبا ولعب في كأس الاتحاد الأوروبي 2003–04 بدلاً من ذلك ، ووصل إلى نصف النهائي. في 2003-2004 ، احتل نيوكاسل المركز الخامس في الدوري الممتاز ، أقل من المواسم السابقة ، وخارج المنافسة في دوري الأبطال.
بعد ذلك تم إقالة روبسون بعد بداية سيئة لموسم 2004-05 وزعم السخط في غرفة الملابس. في سيرته الذاتية ، قام روبسون بانتقاد شيبرد، مدعياً أنه بينما كان مدرباً حُرم من المعلومات المتعلقة بعقود اللاعبين ومفاوضات الانتقال. كان قد انتقد سابقًا عرض النادي السخي للغاية للاعب واين روني، والذي ادعى النادي لاحقًا أنه لا يستطيع تحمله ، مشيرًا إلى أن اللاعبين الشباب كانوا يطالبون بمطالب مفرطة دون إثبات أنفسهم على أرض الملعب. كما انتقد شيبرد ونائب رئيس النادي دوجلاس هول لتركيزهم على الفريق الأول وملعب سانت جيمس بارك ، مما تسبب في إهمالهم لقضايا في نظرهم أقل أهمية مثل ملعب التدريب وتنمية الشباب وكشافة المواهب.
حل جرايم سونيس محل روبسون وأنهى الموسم في المركز الرابع عشر. ومع ذلك ، قوبل وصول سونيس بردود فعل متباينة ، حيث توقع الكثيرون أن تكون مهمة روبسون صعبة بتحسين الفريق، على الرغم من إدراكه لإعجاب السير بوبي به وقد كان يصرح بأنه مستعد لهذا الدور. في فترة الانتقالات في يناير، تسبب سونيس في جدل في الحصول على عرض بقيمة 8 ملايين جنيه إسترليني للاعب الفرنسي الدولي جان آلان بومسونغ، الذي كان قد انضم إلى رينجرز مجانًا قبل أشهر فقط ، قبل ذلك كان السير بوبي قد سافر إلى فرنسا لمراجعة بومسونغ ولكن رفض التوقيع عليه. وثق تحقيق ستيفنز في عام 2007 أنه في عملية الشراء هذه ، اتُهمت سونيس بعدم الشفافية وتمت مراجعتها على خلفية تصريحات وفضائح إعلامية كبيرة بأن النقل الذي تم تلقيه ، ولكن تمت تبرئته في النهاية من أي مشاركات غير قانونية. بعد بداية موسم 2005-06 ، وعلى الرغم من التعاقد مع العديد من اللاعبين الجدد ، بما في ذلك عودة نولبرتو سولانو من أستون فيلا وكذلك ألبرت لوك من ديبورتيفو دي لاكورونيا مقابل 10 ملايين جنيه إسترليني،  عانى سونيس في المباريات الافتتاحية. وفي وقت لاحق ألقى باللوم على حالة ملعب تدريب النادي في الإصابات التي لحقت باللاعبين. أدى توقيع مايكل أوين (مقابل 17 مليون جنيه إسترليني للنادي من ريال مدريد) وشراكته في الإضراب مع آلان شيرر إلى تسجيل أهداف في نهاية عام 2005، لكن الإصابة تسببت في إضاعة أوين لبقية الموسم وبعد بداية سيئة للعام الجديد ، أقيل سونيس في فبراير 2006. أعلن روبي إليوت وشاي جيفن عن أسفه لخروجه من قرص DVD الخاص بمراجعة الموسم للنادي ، لكنهما اعترفا بتفضيله الواضح للاعبين والضغط الهائل عليه الذي أضر بالروح المعنوية ، بينما ألقى آلان شيرر باللوم في أزمة الإصابة على لاعبي الفريق الأول.

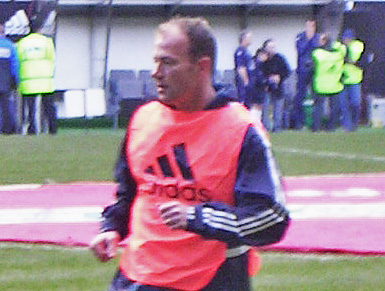
المهاجم آلان شيرر عام 2005.

تم تعيين مدير تيسير الأعمال جلين رويدر في دور المدرب المؤقت للفريق الأول ، حيث شاهد مباراته الأولى ضد بورتسموث الذي سجل هدف آلان شيرر رقم 201 لصالح نيوكاسل يونايتد، ليصبح اللاعب الأكثر تسجيلًا للنادي على الإطلاق. قاد رودر نيوكاسل من المركز الخامس عشر إلى المركز السابع وحقق 32 نقطة في الدوري من 45 نقطة محتملة بنهاية 2005-06 ، بالإضافة إلى تأمين مكان في كأس الاتحاد الأوروبي لكرة القدم إنترتوتو  ومنح رئيس النادي فريدي شيبرد عقدًا لمدة عامين . تسبب تعيينه في جدل ، لأنه في ذلك الوقت لم يكن يحمل رخصة يويفا برو (UEFA Pro) اللازمة للإدارة في بطولات الدوري وكأس الاتحاد الأوروبي (UEFA)  ومع ذلك ، تمت الموافقة على دوره من قبل (UEFA) الذي أقر بأن رودر كان مصابًا بورم في المخ في عام 2003 منعه من تطوير مسيرته المهنية ، في حين أن الرئيس فريدي شيبرد قد استوفى أيضًا طلب الاتحاد الأوروبي لكرة القدم (UEFA) بالحصول على دعم من جميع أندية الدوري الإنجليزي الممتاز التسعة عشر الأخرى لتعيينه كمدير. تقاعد آلان شيرر في نهاية موسم 2005-06 وسجل رقمًا قياسيًا بتسجيله 206 أهداف.
واجه رويدر موسمًا صعبًا 2006-07 ، حيث فقد العديد من اللاعبين بسبب الإصابة ، على وجه الخصوص مايكل أوين ، الذي أصيب بشدة بأربطة أثناء كأس العالم لكرة القدم 2006 حيث شاهده يلعب آخر مباراتين فقط من الموسم. فاز نيوكاسل بكأس إنترتوتو 2006، ولكن خروج 5-1 من برمنغهام سيتي في كأس الاتحاد الإنجليزي ، خرج من دور 16 في كأس الاتحاد الأوروبي ونتائج الدوري السيئة التي شهدت المركز الثالث عشر أدى رويدر إلى أن يستقيل في مايو 2007.

## الملكية الجديدة والهبوط (2007-2010)
مع اقتراب موسم 2007 من نهايته ، أفادت التقارير أن شركة سانت جيمس القابضة المحدودة، قام رجل الأعمال الملياردير مايك أشلي بدخول عملية مزايدة، بصدد شراء النادي. استحوذ آشلي بنجاح على حصة أغلبية السير جون هول في النادي في مايو 2007، مما جعل الكثيرين يعتقدون أن رئيس مجلس الإدارة فريدي شيبرد كان على وشك المغادرة بعد تنحيه عن منصب رئيس مجلس الإدارة ، إذ استحوذ آشلي على أكثر من 50 في المائة من أسهم النادي، وهو ما قد يرى أن شيبرد لم يعد موجودًا على منظار السيطرة على النادي واستطاع آشلي استبدال مجلس الإدارة. رفض شيبرد جميع التكهنات وشرع في تعيين سام ألارديس ، رئيس بولتون واندرارز السابق كمدير لنيوكاسل ، لكنه التقى في النهاية مع مايك أشلي ومجلس الإدارة في 29 مايو. في 7 يونيو 2007، أنهى شيبرد 11 عامًا مع النادي بعد أن وافق مايك أشلي على محاولته لشراء أسهمه وفي دوره كرئيس لمجلس الإدارة ، كما جعل شيبرد ينصح المساهمين المتبقين بالبيع إلى أشلي . ثم أعلن آشلي أنه سوف يقوم بشطب النادي من بورصة لندن عند إتمام عملية الاستحواذ. توقف النادي رسميًا عن التداول في البورصة اعتبارًا من الساعة 8 صباحًا في 18 يوليو 2007 بسعر 5 بنسات للسهم. جلبت أشلي المحامي كريس مورت ليكون «نائب رئيس» النادي الجديد.
على الرغم من التوقيع وبناء فريق قوي على ما يبدو ، سرعان ما أصبح سام الارديس غير محبوب على نطاق واسع مع المشجعين واللاعبين على حد سواء ، قام آشلي بإقالته بشكل مفاجئ في منتصف موسمه الأول بعد نتائج مخيبة وضغط من الجماهير. ومع ذلك ، دافع أشلي عن قراره بإقالة ألاردايس ، مشيرًا إلى أنه ارتكب خطأً في عدم تعيين شخص من اختياره الخاص للمدير الفني قبل بدء الموسم.
ثم قدم كيفن كيجان بشكل مفاجئ وبعودة مثيرة كمدرب. كان لعودته تأثير فوري على مبيعات تذاكر النادي حيث جلس مع الجماهير ، مايك أشلي وكريس مورت في مباراة إعادة كأس الاتحاد الإنجليزي بالفوز (4-1) على ستوك سيتي. بعد عودته ، خاض كيغان أول عشر مباريات مخيبة للآمال ، حيث لم يفز النادي بمباراة واحدة حتى قراره ضم المهاجمين أوبافيمي مارتينز ومايكل أوين ومارك فيدوكا إلى تشكيل (4-3-3)، مما أدى إلى عودة النادي لتسجيل الأهداف والفوز في المباريات وفي النهاية احتل المركز 12 في 2007–08. في مايو التقى كيجان مع مايك أشلي ومدير كرة القدم دينيس وايز بعد أن اقترح أن التأهل لدوري أبطال أوروبا كان بعيدًا عن متناول نيوكاسل يونايتد وأعرب عن عدم رضاه عن الدعم المالي لمجلس الإدارة. كان أشلي يحارب التقارير التي تفيد بأنه فقد مئات الملايين من الجنيهات الاسترلينية في محاولة كارثية لإنقاذ بنك إتش بي أو إس (HBOS). في صباح اليوم التالي ، بعد هزيمة النادي (3-0) أمام آرسنال،  انتشرت شائعات بأن كيغان إما أقيل أو استقال من منصب رئيس نيوكاسل ، مشيرًا إلى تدخل مجلس الإدارة وافتقاره للسيطرة على الانتقالات. أكد كيجان التقارير في نفس الأسبوع ، ويقال إنه أجرى محادثات حل غير ناجحة مع مايك أشلي في الأسبوع التالي ، مما أدى إلى غضب الجماهير والاحتجاجات حول سانت جيمس بارك ، وتسبب في هزيمة النادي على أرضه أمام هال سيتي،  مع اتهام المشجعين لآشلي والمديرين التنفيذيين للنادي دينيس وايز وتوني خيمينيز وديريك لامبياس بإجبار كيغان على الخروج.
بعد تغطية وسائل الإعلام لرحيل كيغان ، كافح النادي لإيجاد بديل ، مع عدم إبداء غالبية المديرين أي اهتمام بالدور. أصدر آشلي بيانًا لمشجعي النادي أنه خوفًا على سمعته وسلامة عائلته وسلامته ، كان يعرض النادي للبيع. تم الإعلان بعد ذلك عن تعيين جو كينير المدير السابق لنوتنجهام فورست كمدير مؤقت ، ومع ذلك ، فقد شهد تعيينه رد فعل عنيف من المعجبين ، مما أثار خطبة لفظية من كينير في وسائل الإعلام ، الذي شكك في قراره بتولي الوظيفة في مثل هذا الوقت. وبحلول نهاية العام أخرج آشلي النادي من السوق مدعيا أنه لم يتمكن من العثور على مشتر مناسب.
في الفترة المتبقية من 2008-2009 ، فاز كينير بأربع مباريات من أصل 18 مباراة قبل أن يتنحى بسبب مشاكل في القلب. ثم تولى كريس هيوتون المسؤولية المؤقتة قبل أن يعود آلان شيرر إلى نيوكاسل يونايتد كمدير في أبريل مع إيان داوي كمساعد له. بعد فوزه مرة واحدة فقط من أصل ثماني مباريات ، هبط النادي إلى البطولة للمرة الأولى منذ عام 1992. ثم أعاد مايك آشلي إصدار رغبته في بيع النادي مرة أخرى وأصدر بطاقة بيع بقيمة 100 مليون جنيه إسترليني.
قبل بداية موسم 2009-2010 ، تم حل نزاع كيغان مع النادي بعد أن قضت لجنة تحكيم في الدوري الإنجليزي الممتاز بأنه قد تم تضليله للاعتقاد بأن لديه الكلمة الأخيرة بشأن سياسة انتقال النادي بينما كان مدير كرة القدم دينيس وايز في الواقع تم تسليم هذه السيطرة. تم الحكم على توقيعي خيسكو وناتشو غونزاليس دون موافقة المدير ؛ مع غونزاليس ، وقع دينيس وايز عليه فقط بعد مشاهدته خارج موقع يوتيوب. تم الحكم على ويزي وديريك لامبياس بتضليل وسائل الإعلام عن عمد للاعتقاد بأن كيجان له الكلمة الأخيرة ، والتي ترقى إلى الفصل البناء. حصل كيجان على 2 مليون جنيه إسترليني كتعويض وأعاد عرض وظيفته كمدرب لنيوكاسل يونايتد بموجب شروط جديدة ، على الرغم من رده على العرض ، قال إن المشجعين «لديهم ما يكفي» في الوقت الحالي ورفضوا. وذكر في عام 2013 أنه سينظر في العودة إذا ترك مايك أشلي النادي.

## العودة إلى الدوري الممتاز والهبوط الثاني (2010-2016)

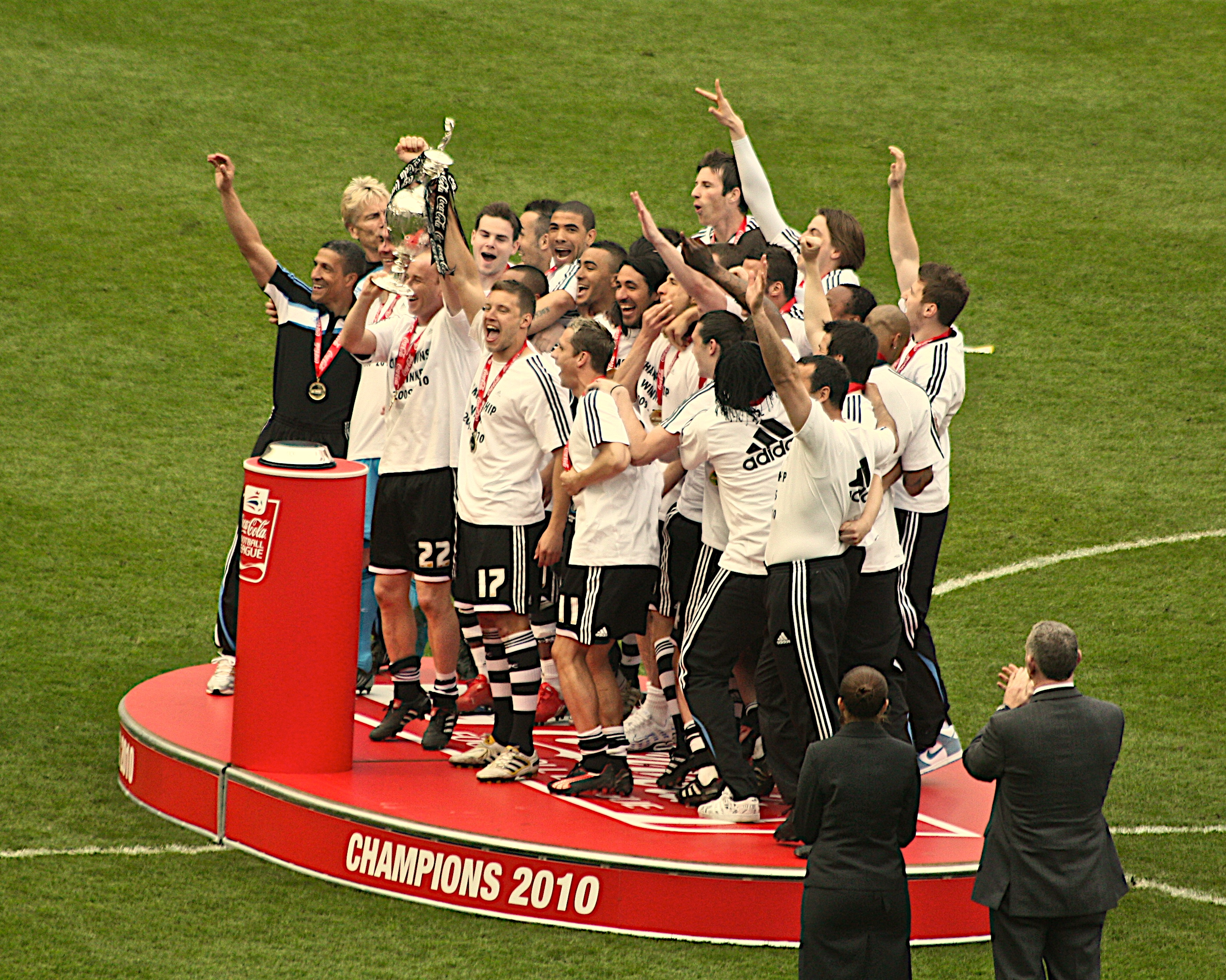
لاعبو نيوكاسل يحتفلون بصعود النادي عام 2010.

تم تعيين كريس هيوتون مديرًا بدوام كامل في وقت مبكر من موسم 2009-10. سيطر النادي على البطولة ، حيث فاز في 30 مباراة ، وتعادل في 12 وخسر أربعة فقط ، وسجل ما مجموعه 90 هدفًا واحتلال صدارة الدوري برصيد 102 نقطة ، وبالتالي استعاد مكانته في الدوري الإنجليزي الممتاز في المحاولة الأولى.
في بداية 2010-11 ، ظل هيوتون في طريقه لتأمين النجاة من الهبوط مع فوز النادي الأول على ملعب الإمارات على آرسنال،  وهزيمة لا تنسى (5-1) من قبل نادي سندرلاند. ومع ذلك ، كان الغضب مرة أخرى بسبب مجلس الإدارة ، حيث أقال النادي بشكل مثير للجدل كريس هيوتون بعد الهزيمة (3-1) أمام وست بروميتش ألبيون في 6 ديسمبر 2010. صُدم النقاد واللاعبون  والمشجعون على حد سواء بفصل هيوتون ، مما أدى إلى احتجاجات قبل مباراة النادي ضد ليفربول في محاولة لشكره على عمله ودعمه. تم الإعلان بعد ذلك عن تعيين آلان بارديو كمدير فني بعقد مدته خمس سنوات ونصف ، حيث أعلن النادي عن رغبته في الحصول على مدرب يتمتع بخبرة أكبر.
صرح بارديو أنه لم يكن سوى الاحترام للمدرب السابق كريس هيوتون  واعترف بحقيقة أن المديرين الآخرين شككوا في تعيينه. حقق فوزه الأول في أول ظهور له كمدرب بفوزه (3-1) على ليفربول في 31 يناير 2011، باع نيوكاسل المهاجم آندي كارول إلى ليفربول مقابل رقم قياسي للنادي بلغ 35 مليون جنيه إسترليني. ثبت أن بيع لاعب شاب بقيمة عالية أمر مثير للجدل بالنسبة لليفربول ، حيث سخر آلان شيرر من الثمن الذي دفعه ليفربول وكذلك عبر عن حزنه على نيوكاسل لخسارة كارول. صرح كارول نفسه أنه لا يريد مغادرة النادي ولكن مدراء النادي أجبروه على الخروج من النادي بعد عرض ليفربول النهائي بقيمة 35 مليون جنيه إسترليني ؛ رد المجلس بأن كارول قد سلم طلب انتقال سابقًا. قال بارديو إنه أصيب بخيبة أمل لخسارة كارول ، لكنه تعهد بالاستثمار في فترة الانتقالات الصيفية للنادي. شهد ما تبقى من الموسم ليون بيست سجل ثلاثية في أول ظهور له في هزيمة (5-0) من وست هام يونايتد،  عودة لا تنسى (4-4) ضد أرسنال ، وهزيمة (4-1) على ولفرهامبتون واندررز،  احتل في النهاية المركز 12 في الدوري.
مع دخول 2011-12 ، ورد أن بارديو حُرم من 35 مليون جنيه إسترليني من بيع آندي كارول بسبب الانتقالات وطُلب منه بيع اللاعبين لجمع الأموال ، بعد أن ادعى أنه قد تم طمأنة الأمور المالية عند مغادرة كارول . كان كيفن كيجان قد صرح سابقًا أن آلان بارديو لم يكن يجب أن يتوقع الأموال بعد مشكلاته مع مجلس الإدارة في عام 2008. تعاقد النادي مع العديد من اللاعبين الناطقين بالفرنسية في فترة الانتقالات ، بما في ذلك يوهان كاباي وماثيو ديبوشي،  سيلفان مارفو وديمبا با. وبنتائج مبهرة طوال الموسم ، احتل نيوكاسل المركز الخامس.
في دوري أوروبا 2012-13 ، وصل نيوكاسل إلى ربع النهائي ، وفي فترة الانتقالات الشتوية في يناير ، استمرت الثورة الفرنسية في العام الجديد ، مع انضمام موسى سيسوكو ويوان جوفران إلى الفريق. ومع ذلك ، كان الفريق سيئًا في الدوري الممتاز 2012-13 وانتهى في المركز 16 في الدوري الممتاز.
بداية موسم 2013-14 ، في خطوة مفاجئة ، عاد جو كينير إلى النادي كمدير لكرة القدم ، مما تسبب على الفور في غضب المعجبين بعد فورة غضبه بأنه «أكثر ذكاء» من الجماهير والنقاد ،  وكذلك نطق أسماء لاعبين مختلفين أثناء مقابلة إذاعية. ومع ذلك ، فقد استقال بعد ثمانية أشهر فقط في الوظيفة بعد مزيد من الانتقادات لإدارته للاعبين فقط على سبيل الإعارة - لويك ريمي ولوك دي جونغ - طوال فترتي الانتقالات الصيفية ويناير / كانون الثاني ، بالإضافة إلى بيع يوهان كاباي إلى باريس سان جيرمان مقابل 20 مليون جنيه إسترليني ،  يعتبر أحد أكثر اللاعبين نفوذاً في ذلك الوقت. بعد قلة نشاط الانتقالات ،  واجه مايك آشلي مرة أخرى ثورة جماهيرية ، مع انطلاق احتجاجات ضده لبيع النادي ، ودخل في خلاف مع العديد من الألقاب الإعلامية التي منعها النادي من مرافق نيوكاسل يونايتد الإعلامية والمؤتمرات الصحفية ومقابلات لاعب ، إعلان أن القصص التي تم الإبلاغ عنها مبالغ فيها بشكل مكثف وتهدف فقط إلى مزيد من الإضرار بصورة آشلي. طوال الموسم ، ظل النادي في طريقه لضمان إنهاء الشوط الأول ، ولا سيما هزيمة مانشستر يونايتد في أولد ترافورد لأول مرة منذ عام 1972. ومع ذلك ، كافح الفريق من أجل تحقيق الأهداف بعد بيع كاباي. كان ذبك سبباً للمزيد من الفزع في الموسم عندما تم إيقاف بارديو لسبع مباريات وتغريمه 100 ألف جنيه إسترليني للهجوم على ديفيد ميلر لاعب وسط هال سيتي. ثم واجه النادي أداءً ضعيفًا ، حيث خسر ثمانية من أصل عشر مباريات وأنهى الموسم في المركز العاشر في الدوري ، على الرغم من تأكيد النادي بقاء آلان بارديو.
أثبتت المباريات الثمانية الافتتاحية لموسم 2014-2015 أنها مخيبة للآمال ، حيث فشل النادي في تحقيق الفوز. بعد التراجع في الشكل ، كان للنادي عودة قوية واضحة ، حيث شهد خمس مباريات دون هزيمة في حين فاجأ مانشستر سيتي حامل لقب كأس الرابطة بالفوز (2-0) والتقدم إلى ربع نهائي البطولة. ومع ذلك ، استقال بارديو من النادي في 30 ديسمبر 2014 بعد ضغوط هائلة من المشجعين الذين طالبوا برحيله ، مع العديد من الملصقات في الألعاب المصممة بشعار سبورتس دايركت للإعلان عن موقع ويب يطالب باستقالته. اعترف بارديو في الأشهر التي سبقت رحيله أن احتجاجات الجماهير كانت تؤثر على عائلته وبالتالي شعر بعدم الرضا في النادي. تم استبداله بمساعده المدير جون كارفر، على الرغم من أن الفريق حصل لاحقًا على 13 نقطة فقط من أصل 50 محتملة ، حيث نجا من الهبوط في اليوم الأخير من الموسم بفوزه على وست هام،  تم طرد كارفر قبل النادي التمهيدي. - بدأ موسم 2016. أشاد النادي باللاعب خوناس غوتيريز بعد شفائه الناجح من سرطان الخصية لاستئناف مسيرته الكروية.
في بداية موسم 2015–16 ، تم تعيين المدرب الإنجليزي السابق ستيف مكلارين كمدرب ، [169] وقد تعاقد مع جورجينيو فينالدوم، وألكسندر ميتروفيتش، وتشانسيل مبمبا، وفلوريان ثوفين، وهنري سيفيت، وجونجو شيلفي، وأندروس تاونسند، وإيفان توني. ومع ذلك ، كافح ماكلارين لتحقيق نتائج إيجابية فحقق الفوز في 6 مباريات وتعادل في 6 مباريات من أصل 28 مباراة ، بينما خرج من كأس الاتحاد الإنجليزي وكأس الرابطة في الدور الثالث. تم فصل مكلارين لاحقًا في 11 مارس 2016 حيث أعرب النقاد واللاعبون السابقون عن تأييدهم للقرار. وتم الإعلان عن رافائيل بينيتيز خلفًا لمكلارين في نفس اليوم ، حيث وقع عقدًا لمدة ثلاث سنوات. سجل بينيتيز فوزه الأول في المباراة التي فاز فيها (3-0) على سوانزي سيتي في الدوري الممتاز في 17 أبريل 2016 بعد 5 مباريات في الحكم ، وحافظ على سلسلة من 5 مباريات دون هزيمة حتى نهاية الموسم. مع ذلك هبط نيوكاسل من الدوري الإنجليزي إلى جانب أستون فيلا ونورويتش ليحتلوا المركز الثامن عشر بفارق نقطتين عن منطقة الأمان. وقد أكدت مواقع المراهنات بعد المباراة النهائية أن هزيمة النادي (5-1) على يد توتنهام هوتسبير تطابق الاحتمالات الأولية لفوز ليستر سيتي 5000/1 في موسم 2015–16 الدوري الممتاز.

## الفوز بالبطولة ، العودة إلى الدوري الإنجليزي الممتاز (2016-2021)
ابتداءً من موسم 2016-2017 ، تعاقد رافا بينيتيز مع 12 لاعبًا جديدًا بشكل كامل واكتسب أيضًا 5 لاعبين على سبيل الإعارة ، بينما غادر 8 لاعبين النادي و 12 آخرين على سبيل الإعارة. التعاقدات الجديدة مع دوايت غايل ومات ريتشي أثبتا شعبيتهما بتسجيل إجمالي 39 هدفًا ، حيث أنهيا الدوري بين أفضل الهدافين في ذلك الموسم. على الرغم من الفشل في تحسين نجاحه المهيمن في موسم البطولة 2009/2010، ظل النادي في المنافسة على الكأس طوال الوقت ؛ مهددة فقط من قبل برايتون أند هوف ألبيون وحصل نادي نيوكاسل على ثلاث انتصارات متتالية حتى اليوم الأخير من الموسم ورفع كأس بطولة دوري كرة القدم في 8 مايو 2017 بعد الفوز (3-0) على بارنسلي. نفى رافا بينيتيز التكهنات بأنه سيغادر النادي بعد ترقيته إلى الدوري الممتاز وأكد التزامه تجاه النادي في المستقبل المنظور. قبل نهاية الموسم بفترة وجيزة ، تعرض النادي لمداهمات من قبل إدارة الإيرادات والجمارك الملكية البريطانية (HMRC) بعد الاشتباه في التهرب الضريبي. تم القبض على المدير العام لي تشارنلي أثناء المداهمة ، ولكن تم إطلاق سراحه لاحقًا دون توجيه تهمة.
في نهاية موسم 2017-18 ، احتل النادي المركز العاشر في الدوري الإنجليزي الممتاز بفوزه على البطل الحالي تشيلسي في اليوم الأخير من الموسم ، وهو أعلى إنجاز تحقق خلال 4 سنوات.
مع بداية موسم 2018-19 ، تعرض مايك آشلي للتدقيق مرة أخرى بعد عدم وجود صفقات كبيرة في فترة الانتقالات الصيفية ، حيث اتهمه العديد من المشجعين بعدم الاهتمام بالنادي بعد شرائه سلسلة متاجر التجزئة المتعثرة بيت فريزر مقابل 90 مليون جنيه إسترليني. على الرغم من توقيع ميغيل ألميرون في يناير من نادي أتلانتا يونايتد مقابل 21 مليون جنيه إسترليني متجاوزًا رسوم نقل النادي القياسية البالغة 16.8 مليون جنيه إسترليني لمايكل أوين في عام 2005، عانى النادي طوال الموسم بـ 12 انتصارًا و 9 تعادلات و 17 خسارة مع احتلال المركز الثالث عشر على جدول الدوري ، أثناء الخروج من كأس الرابطة في الجولة الثانية في هزيمة (3-1) على نوتنغهام فورست وخروج الدور الرابع من كأس الاتحاد الإنجليزي بالهزيمة بنتيجة (2-0) أمام واتفورد. شهد الموسم أيضًا أنباء كثيفة بشأن بقاء رافا بينيتيز في النادي بعد ورود تقارير عن استمرار المفاوضات بعد نهاية الموسم.
بعد تقارير جديدة عن نية آشلي بيع النادي ، أكد الشيخ خالد بن زايد آل نهيان، مؤسس ورئيس مجلس إدارة مجموعة شركات بن زايد ، وهو عضو في عائلة آل نهيان المالكة في أبو ظبي، أنه وافق على شروط شراء النادي. مقابل 350 مليون جنيه إسترليني. في 5 يونيو 2019، تم تسجيل شركة اسمها (Monochrome Acquisitions Limited) باسم نهيان ، بينما تقدم المدير الإداري لي تشارنلي بطلب لإلغاء أربع شركات مرتبطة بشركة سانت جيمس القابضة المحدودة التابعة لشركة آشلي، مما جعل الكثيرين يعتقدون أن النادي في طريقه للبيع. ومع ذلك ، توقفت محادثات الاستحواذ طوال فترة الانتقالات الصيفية ، في حين أكد آشلي أنه لم يتلق عرضًا رسميًا من أي مشترٍ محتمل.
رفض بينيتيز عرضًا جديدًا لتوقيع العقد وغادر النادي في 30 يونيو 2019، ووافق على الانتقال إلى فريق داليان ييفانغ الذي ينشط في الدوري الصيني الممتاز في صفقة بقيمة 12 مليون جنيه إسترليني. وقد انتقد آشلي بينيتيز قائلاً إن مطالب غير عادلة جعلت من المستحيل عليه البقاء كمدرب. وقد شهدت فترة مغادرة اللاعبين البارزين في النادي انضمام سالومون روندون إلى بينيتيز في داليان يفانغ بعد عودته من نادي وست بروميتش ألبيون بسبب الإعارة ، بينما انضم آيوزي بيريز إلى ليستر سيتي مقابل 30 مليون جنيه إسترليني وأطلق نيوكاسل سراح محمد ديامي عند انتهاء عقده في نهاية موسم 2018-19.
ذكرت بي بي سي سبورت في يوليو 2019 أن ستيف بروس استقال من منصبه الإداري في شيفيلد وينزداي بعد أن اعترف في وقت سابق بأنه أجرى محادثات مع نيوكاسل يونايتد بشأن منصبهم الإداري الشاغر. وقد تم تأكيد تعيينه في 17 يوليو. ومع ذلك ، صرح شيفيلد وينزداي أنه لا تزال هناك قضايا قانونية معلقة مع استقالة بروس قبل 48 ساعة فقط ، مما أدى إلى رفع تقرير إلى الدوري الإنجليزي الممتاز يزعم سوء السلوك في تعيينه. نفى نيوكاسل يونايتد ارتكاب أي مخالفات وذكروا أنهم واثقون من عدم إمكانية تصعيد أي قضية. كانت ردود أفعال الجماهير متباينة ، حيث شعر البعض أن بروس لن يحقق المعيار الذي حدده بينيتيز ، في حين أن افتقاره مؤخرًا إلى الدوري الإنجليزي الممتاز لكرة القدم وإدارة نادي سندرلاند المنافس كان مثيرا للجدل. اعترف بروس لاحقًا بشعبية بينيتيز وذكر أنه يأمل ألا يندفع المشجعون إلى الحكم ومنحه الوقت لإثبات نفسه في إدارة فريق نيوكاسل.
بسبب مشاكل التأشيرة في الصين، شاهد بروس مباراته الأولى كمدرب من المدرجات والتي شهدت حصول نيوكاسل على المركز الثالث في كأس آسيا للدوري الإنجليزي الممتاز 2019 بعد فوزه (1-0) على وست هام يونايتد. سرعان ما قام بروس بأول انتقال له ، حيث وقع مع جويلينتون القادم من هوفنهايم مقابل 40 مليون جنيه إسترليني ، محطمًا الرقم القياسي لرسوم الانتقالات بالنسبة للنادي الذي كان يملكه سابقًا ميغيل ألميرون عند 21 مليون جنيه إسترليني قبل 6 أشهر فقط ، قبل التعاقد مع الجناح الدولي الفرنسي الان ساينت ماكسيمين القادم من نادي نيس على صفقة دائمة مقابل 16.5 مليون جنيه إسترليني ، كما خصل على خدمات المدافع السويدي الدولي إميل كرافث مقابل 5 ملايين جنيه إسترليني ، ولاعب خط الوسط كيلي سكوت الذي انضم إلى النادي مجاناً بعد رحيله عن تشيلسي،  ومن هولندا المدافع الدولي ييترو فيليمز على سبيل الإعارة قادماً من نادي فرانكفورت حتى نهاية موسم 2019-20. قام بروس بتوقيع الانتقال الأخير في الموسم ما قبل نهاية فترة التعاقدات بيوم واحد عن الموعد النهائي من خلال إعادة توقيع المهاجم أندي كارول، الذي ترك النادي قبل أكثر من 7 سنوات.
في 4 فبراير 2020، أنهى فريق ستيف بروس الجفاف الذي دام 14 عامًا بالوصول إلى الدور الخامس من كأس الاتحاد الإنجليزي ، حيث تغلبوا على فريق أكسفورد يونايتد (2-3) في مباراة الإعادة بفضل الهدف الذي سجله الان ساينت ماكسيمين في الوقت الإضافي.
اعتبارًا من مارس 2020، تأثر الموسم بوباء COVID-19. في 13 مارس ، عقب اجتماع طارئ بين الدوري الإنجليزي ، واتحاد كرة القدم (FA) ، ودوري كرة القدم الإنجليزي ودوري الاتحاد الإنجليزي الممتاز للسيدات، تقرر بالإجماع تعليق كرة القدم المحترفة في إنجلترا. في 19 مارس ، تم تمديد التعليق إلى أجل غير مسمى ، مع إعلان إعادة تاريخ 17 يونيو في أواخر مايو مع جميع الألعاب المتبقية التي سيتم لعبها دون حضور جماهيري.
أنهى نيوكاسل الموسم في المركز الثالث عشر. كان المدافع داني روز منتقدًا صريحًا لقرار مواصلة الموسم ، مشيرًا إلى أن الفيروس لا يزال منتشرًا على نطاق واسع واتهم الاتحاد الإنجليزي بعدم الاهتمام بصحة لاعب كرة القدم. منذ ذلك الحين حث كارل دارلو اللاعبين في النادي على تلقي التطعيم بعد دخوله المستشفى من مضاعفات كوفيد ، بينما اعترف المدير ستيف بروس أن بعض اللاعبين رفضوا التطعيم طواعية.
شهد موسم 2020-21 جميع المباريات التي لعبت دون حضور جماهيري حتى مايو 2021، في ضوء جائحة فيروس كورونا. فشل نيوكاسل في التحسن عن الموسم السابق ، حيث احتل المركز 12 في الدوري الممتاز وخرج من كأس الاتحاد الإنجليزي في الدور الثالث الذي أضاف وقتًا إلى أرسنال وخرج من كأس رابطة الأندية الإنجليزية في ربع النهائي وخسر (1-0) أمام برينتفورد.

## ملكية جديدة (2021 حتى الآن)
في أبريل 2020، تم الإعلان على نطاق واسع أن تحالفاً يتكون من صندوق الاستثمارات العامة في المملكة العربية السعودية، ومؤسسة (بي سي بي كابيتال بارتنرز) ممثلةً بمديرتها أماندا ستافيلي التي ساهمت في تمكن المؤسسة السعودية من الاستحواذ على نيوكاسل يونايتد، بالإضافة للأخوين روبن.
أثار البيع المقترح مخاوف وانتقادات ، مثل الحجج التي اعتبرت أن الاستحواذ هو عملية لتحسين سمعة البلاد في مجال حقوق الإنسان، فضلاً عن القرصنة المستمرة واسعة النطاق للبث الرياضي في المنطقة. ومع ذلك ، أعلن التحالف انسحابه من صفقة نيوكاسل في 30 يوليو 2020، بعد أن سلطت عدة تقارير إعلامية الضوء على الجهة المستحوذه بأنها تتبع لجهة تعتبر منتهكًا صارخًا لحقوق الإنسان ، وقضت منظمة التجارة العالمية بأن هذه الجهة كانت وراء حملة القرصنة باستخدام خدمة دفع القراصنة beoutQ. وقالت المجموعة في بيانها عند الانسحاب «مع التقدير العميق لمجتمع نيوكاسل وأهمية ناديه لكرة القدم ، توصلنا إلى قرار سحب اهتمامنا بالاستحواذ على نادي نيوكاسل يونايتد لكرة القدم». كما ذكرت المجموعة أن «العملية المطولة» كانت عاملاً رئيسياً في انسحابها.
قوبل انهيار عملية الاستحواذ بانتقادات واسعة النطاق من قبل مشجعي نيوكاسل يونايتد ، حيث اتهم عضو البرلمان عن نيوكاسل تشي أونورا الدوري الإنجليزي الممتاز بمعاملة مشجعي النادي بـ «الازدراء» وكتبت لاحقًا إلى الماسترز للحصول على شرح. على الرغم من انسحاب المجموعة، استمرت الخلافات حول الاستحواذ. في 9 سبتمبر 2020، أصدر نيوكاسل يونايتد بيانًا زعم فيه أن الدوري الإنجليزي الممتاز قد رفض رسميًا استحواذ الكونسورتيوم واتهم ماسترز ومجلس إدارة الدوري الإنجليزي الممتاز «[بعدم] التصرف بشكل مناسب فيما يتعلق [بالاستحواذ]»، مع ذكر أن النادي سينظر في أي إجراء قانوني ذي صلة. ونفى الدوري الإنجليزي الممتاز ذلك بشدة في بيان صدر في اليوم التالي ، معربًا عن «الدهشة» و «خيبة الأمل» من بيان نيوكاسل.
في 7 أكتوبر 2021، باع آشلي النادي إلى تحالف جديد مكونًا من صندوق الاستثمارات العامة في المملكة العربية السعودية، وآر بي سبورتس آند ميديا وبي سي بي كابيتال بارتنرز.
حيث أكملوا رسميًا الاستحواذ على نيوكاسل يونايتد. وتم تعيين محافظ صندوق الاستثمار ياسر بن عثمان الرميان رئيسًا غير تنفيذي ، في حين تم تعيين أماندا ستافيلي وجيمي روبن كمديرين ويملك كل منهما 10٪ من الأسهم في النادي.
أدى الاستحواذ إلى شائعات واسعة النطاق بأن المدرب ستيف بروس كان من المتوقع أن يغادر النادي. على الرغم من عدم إنكار الشائعات بأن النادي كان حريصًا على تعيين مدير جديد ، وقد قال ستافيلي إن بروس سيبقى بناءً على اقتراح المالكين الجدد في المباراة الأولى ضد توتنهام هوتسبير؛ ليكمل مباراته رقم 1000 كمدير كرة قدم. ولكن بعد خسارة نيوكاسل المباراة (3-2) وانتشار شائعات الاستياء بين اللاعبين ، تم إقالة بروس من النادي بالتراضي. وقد أعرب بروس عن حزنه لترك النادي وشعر أن مشجعي نيوكاسل أطلقوا عليه شتائم غير ضرورية خلال فترة وجوده هناك. أيد المدير المؤقت غرايم جونز ومدير أرسنال ميكيل أرتيتا أقوال بروس التي تفيد بأن الإساءة التي تلقاها كانت تؤجل قيام المدربين الآخرين بالحلول مكانه.
تم تعيين إيدي هاو كمدرب في 8 نوفمبر 2021. جاء هذا الإعلان بعد تقارير تفيد بأن النادي ناقش الخطوات معه وأكد بعد حضوره في قرعة الذهاب إلى مقر نادي برايتون أند هوف ألبيون.

## رؤساء النادي
| الاسم                     | الجنسية  | من   | إلى      |
| ------------------------- | -------- | ---- | -------- |
| جورج راذفورد              | إنجلترا  | 1936 | 1953     |
| ويلف تايلور               | إنجلترا  | 1953 | 1957     |
| وليام مكيج                | إنجلترا  | 1957 | 1960     |
| والي هورفورد              | إنجلترا  | 1960 | 1963     |
| لورد ويستوود              | إنجلترا  | 1963 | 1978     |
| بوب رذرفورد               | إنجلترا  | 1978 | 1981     |
| ستان سيمور الابن          | إنجلترا  | 1981 | 1988     |
| جوردون ماكيج              | إنجلترا  | 1988 | 1990     |
| جورج فوربس                | اسكتلندا | 1990 | 1992     |
| جون هال                   | إنجلترا  | 1992 | 1997     |
| فريدي شيبارد              | إنجلترا  | 1997 | 2007     |
| كريس مورت                 | إنجلترا  | 2007 | 2008     |
| ديريك لامبياس (عضو منتدب) | إنجلترا  | 2008 | 2013     |
| مايك أشلي                 | إنجلترا  | 2013 | 2014     |
| لي تشارنلي (عضو منتدب)    | إنجلترا  | 2014 | 2021     |
| ياسر الرميان              | السعودية | 2021 | حتى الآن |